# 경남관광고등학교
경남관광고등학교(慶南觀光高等學校)는 대한민국 경상남도 창원시 의창구 봉곡동에 있는 사립 고등학교이다.

## 학교 연혁
- 1953년 6월 22일 : 학교법인 흥농학원 설립허가
- 1969년 12월 2일 : 경남여자상업고등학교 설립 인가(9학급)
- 1970년 1월 5일 : 초대 교장 백문기 선생 취임
- 1970년 3월 5일 : 제1회 신입생 입학식
- 1973년 1월 10일 : 제1회 졸업장 수여식
- 1977년 3월 10일 : 산업체 특별학급 입학식 7학급
- 1981년 12월 8일 : 2부인가 9학급
- 1998년 7월 12일 : 교명 변경인가 창원정보과학고등학교
- 2003년 2월 20일 : 봉곡동 신교사 준공
- 2004년 3월 2일 : 학교법인 효동학원 제3대 이사장 성도경 선생 취임
- 2004년 12월 17일 : 법인명칭 변경인가 (학교법인 창성(昌成)교육재단)
- 2006년 7월 6일 : 교명 변경인가 경남관광고등학교(慶南觀光高等學校)
- 2018년 8월 16일 : 실습동 착공(총 6개 실습실)
- 2021년 12월 31일 : 제50회 졸업장 수여식 199명(졸업생 총 수 31,973명)
- 2022년 3월 1일 : 제8대 교장 안영종 선생 취임

## 설치 학과
- 관광경영과
- 관광호텔과
- 관광조리과
- 호텔제과제빵과

## 참고 자료
- 경남관광고등학교 - 한국교육학술정보원 학교알리미